# Acanthocyclops marceloi
Acanthocyclops marceloi is een eenoogkreeftjessoort uit de familie van de Cyclopidae. De wetenschappelijke naam van de soort is voor het eerst geldig gepubliceerd in 2009 door Mercado-Salas & Suárez-Morales.

## Voorkomen
Acanthocyclops marceloi is een zoetwatersoort die voorkomt in centraal Mexico.